# Боча
Боча (венг. Bócsa) — посёлок(község) в медье Бач-Кишкун в Венгрии.

## История
Впервые упоминается в документах 1436 и 1475 годов. Затем эти места были захвачены турками и надолго пришли в запустение. Поселение начинает упоминаться в документах вновь лишь начиная с 1643 года. Реальное развитие деревни началось лишь с XIX века.

На 1 января 2015 года в посёлке проживало 1823 человека.

## Достопримечательности
- Римско-католическая церковь, построенная в 1799 году.

## Население
| Год  | Численность | Численность |
| ---- | ----------- | ----------- |
| 2013 | 1803        | [ 2 ]       |
| 2014 | 1819        | [ 3 ]       |
| 2018 | 1811        | [ 4 ]       |
| 2021 | 1784        | [ 5 ]       |
| 2022 | 1791        | [ 6 ]       |
| 2023 | 1790        | [ 7 ]       |
| 2024 | 1777        | [ 1 ]       |